# Ulrike Richter
Ulrike Richter, née le 17 juin 1959 à Görlitz, est une ancienne nageuse de la RDA des années 1970. Ses principaux résultats furent de gagner 3 titres aux Jeux olympiques de 1976 à Montréal et 4 médailles d'or aux championnats du monde de natation, deux en 1973, et deux autres en 1975. Véritable spécialiste du dos, Ulrike Richter établit durant sa carrière 14 records du monde sur les 100 et 200 mètres de cette spécialité ainsi qu'au travers de sa participation du premier aller-retour sur les relais 4 × 100 mètres 4 nages avec la RDA.
Elle fut introduite au International Swimming Hall of Fame de Fort Lauderdale en Floride en 1983,.

## Dopage
Des officiels est-allemands confessèrent plus tard qu'ils avaient administré à Ulrike Richter des produits dopants améliorant les performances durant sa carrière,,.

## Palmarès

### Championnats d'Europe
- Championnats d'Europe 1974 à Vienne (Autriche) :
  -  médaille d'or du 100 m dos
  -  médaille d'or du 200 m dos
  -  médaille d'or du relais 4 × 100 m 4 nages
- Championnats d'Europe 1977 à Jönköping (Suède) :
  -  Médaille d'or du relais 4 × 100 m 4 nages
  -  Médaille d'argent du 100 m dos
  -  Médaille d'argent du 200 m dos